# Тайнопись А. Л. Ордин-Нащокина
В XVII веке дипломатическая тайнопись употреблялась уже довольно широко. В основном в ней использовались вновь изобретенные азбуки.
Тайнописями писали и «памяти», то есть инструкции подьячим Приказа тайных дел, ездившим за границу с разнообразными, иногда с очень ответственными поручениями.
Так, например, подьячему Приказа тайных дел Г. Никифорову было поручено передать руководителю русской делегации, ведшей переговоры в Польше, думному дворянину А. Л. Ордин-Нащокину написанное «хитрым» письмом предписание царя Алексея Михайловича, «указную азбуку и против той азбуки тайное письмо». Согласно повелению царя Ордин-Нащокин должен был «по той азбуке о… тайных и всяких делах» писать в Приказ тайных дел.
Боярин А. Л. Ордин-Нащокин в это время заведовал Посольским Приказом, уже и до этого употреблял особую тайнопись, ключ которой приведен на рисунке.